# Transglutaminasen
Transglutaminasen (genauer: Protein-Glutamin-γ-Glutamyltransferasen) sind Enzyme, die Quervernetzungen innerhalb von oder zwischen Proteinen herstellen können, wodurch die Eigenschaften des Substrats stark verändert werden. Ein Beispiel ist die Verfestigung von Fibrin bei der Blutgerinnung durch Faktor XIII. Transglutaminasen sind in allen Eukaryoten zu finden, beim Menschen kennt man acht solcher Enzyme, deren Funktion neben der Blutgerinnung in der Stabilisierung verschiedener Strukturproteine liegt. Mutationen, die zu Erbkrankheiten führen, sind von F13A1, EPB42, TGM1 und TGM5 bekannt.
Die meisten bekannten Transglutaminasen aus höheren Organismen sind Calcium-abhängig, daneben sind aber auch Calcium-unabhängige bakterielle Transglutaminasen (z. B. Streptomyces mobaraensis) bekannt, die keinen gemeinsamen Ursprung mit eukaryotischen Transglutaminasen haben.

## Katalysierte Reaktion
Transglutaminase katalysiert den Acyl-Transfer von proteingebundenen Glutamin-Resten auf primäre Amine.
Ist an der Reaktion neben der γ-Glutamylgruppe der Aminosäure Glutamin auch die ε-Aminofunktion eines proteingebundenen Lysin-Restes beteiligt, kommt es zu einer intra- bzw. intermolekularen Vernetzung von Proteinen durch Ausbildung einer Isopeptidbindung.
Das im aktiven Zentrum der Transglutaminase befindliche Cystein (E-SH) reagiert zunächst unter Ausbildung eines Acyl-S-Enzym-Komplexes, wobei Ammonium-Ionen freigesetzt werden. Im zweiten Schritt erfolgt die Reamidierung mit einem vorhandenen primären Amin unter Wiederfreisetzung des Enzyms. Die neu gebildete Isopeptidbindung ist aus biochemischer Sicht sehr stabil, da sie durch Proteasen nicht gespalten wird.

## Medizin
Die Gewebetransglutaminase (Transglutaminase 2, TG2) hat eine herausragende Bedeutung für die Diagnostik der Zöliakie erlangt. Diese Nahrungsunverträglichkeit gegenüber Getreideproteinen führt zur Bildung von Autoantikörpern gegen die körpereigene Gewebetransglutaminase. Der Nachweis dieses Autoantikörpers (IgA-anti-TG2-Antikörper) gilt als wichtigster laborchemischer Test auf Zöliakie (neben dem Nachweis des Endomysiumantikörpers (EMA) vom IgA-Typ); er ist zu annähernd 100 % negativ prädiktiv, sein positiv prädiktiver Wert liegt bei ca. 72 %.

## Anwendung als Fleischkleber
Ein industrielles Anwendungsgebiet der Transglutaminase ist die Quervernetzung von Proteinen in Wurstwaren und „restrukturiertem“, d. h. aus verschiedenen Stücken zusammengesetztem, Fleisch (Formfleisch) sowie von Fisch- und Milchprodukten; hierfür wird die Ca2+-unabhängige, aus Streptomyces mobaraensis gewonnene Transglutaminase eingesetzt. Das so erhaltene „Formfleischprodukt“ muss als solches oder als Aliud (Produkt eigener Art) gekennzeichnet sein; als Verarbeitungshilfsstoff wird die Transglutaminase aber bisher nicht in der Zutatenliste deklariert.
In der Schweiz gelten gemäß aktuellem Lebensmittelrecht strengere Vorschriften. Transglutaminase muss bei allen Lebensmitteln in der Zutatenliste deklariert werden. Zusätzlich sind die Hersteller verpflichtet, in der Sachbezeichnung den Hinweis „aus Fleischstücken zusammengefügt“ zu ergänzen.